# 900年代
900年代（きゅうひゃくねんだい）は、
1. 西暦（ユリウス暦）900年から909年までの10年間を指す十年紀。本項で詳述する。
2. 西暦900年から999年までの100年間を指す。10世紀とほぼ同じ意味であるが、開始と終了の年が1年ずれている。

## できごと

### 901年
- 日本：藤原時平によって菅原道真が大宰府へ左遷される（昌泰の変）[1]。

### 902年
- 日本で延喜の荘園整理令院宮王臣家が荒田閉地を請占するを禁ずる。

### 903年
- 日本：菅原道真没。

### 904年
- 朝鮮半島で弓裔が摩震（のち泰封）を建てる。

### 905年
- 日本で「延喜式」編纂開始。紀貫之・紀友則・壬生忠岑らが『古今和歌集』を撰進。

### 906年
- マジャル人によりモラビア王国が滅亡。
- モースルにハムダーン朝が興る。

### 907年
- 中国：節度使の朱全忠が唐を滅ぼし後梁を建国（五代十国）の始まり。
- 中国：契丹（遼）の耶律阿保機が即位。
- 日本で「延喜格」が完成。

### 909年
- チュニジアにシーア派のファーティマ朝が成立。
- 日本で「延喜格」を頒下する。